# Limeira do Oeste
Limeira do Oeste is een gemeente in de Braziliaanse deelstaat Minas Gerais. De gemeente telt 6.792 inwoners (schatting 2009).